# Franz Georg Ettle
Franz Georg Ettle (* 24. Januar 1847 in Biberach an der Riß; † 28. April 1907 in Wien) war ein deutscher Bildhauer und Zeichenlehrer.

## Leben
Ab dem Jahr 1873 unterrichtete Ettle das Zeichenfach für Schnitzerei in Interlaken in der Schweiz, wo zuvor Franz Bofinger von 1870 bis 1873 tätig war. Er erteilte zudem Zeichenunterricht an der Sekundärschule. Neben dem Unterricht befasste er sich ausgiebig mit der Gipsgießerei und der Stuckatur, so dass er 1876 die Lehrtätigkeit einstellen musste. Von 1876 bis 1881 war er als Bildhauer in Bern tätig und stellte seine Werke dort mehrmals aus. Er hatte jedoch damit keinen materiellen Erfolg. Danach übersiedelte 1881 Ettle nach Wien, wo er die beiden Uchatius-Büsten schuf, welche sich heute in den Sammlungen des Wiener Heeresgeschichtlichen Museums befinden. Er beteiligte sich in weiterer Folge an Ausstellungen des Österreichischen Kunstvereins, so zeigte er 1885 die Büste Alexander Girardis und 1886 eine Büste Erzherzog Wilhelms, welche in Bronze in der Offiziers-Schießstätte am Steinfeld bei Wiener Neustadt gegossen wurde. Die Büste einer Baronin Gömery sowie ein Relief wurden ebenfalls in dieser Zeit ausgestellt. Gemäß den Unterlagen im Wiener Stadt- und Landesarchiv wohnte Ettle zu dieser Zeit in der Greiseneckergasse 10 in der Brigittenau (XX. Wiener Gemeindebezirk). Von 5. November 1906 bis zu seinem Tod am 28. April 1907 war Ettle im Versorgungsheim Lainz in Wien gemeldet.

## Werke (Auszug)
- Bildnisbüste Franz Freiherr von Uchatius, 1881, Gips goldfarben überstrichen, 41 × 25 × 67 cm, Heeresgeschichtliches Museum, Wien
- Bildnisbüste Franz Freiherr von Uchatius, 1889, Bronzehohlguss, schwarz überstrichen, 41 × 25 × 48 cm, Heeresgeschichtliches Museum, Wien